# Endless Tears...
「Endless Tears...」（エンドレス・ティアーズ）は、日本の女性歌手、彩音の10枚目のシングル。2008年12月24日に5pb.Recordsより発売された。

## 概要
- 前作「その先にある、誰かの笑顔の為に」以来3ヶ月振りとなるリリースであり、2009年1作目のシングル。
- Tatshとタッグを組んで制作した楽曲収録シングルとしては、「Lunatic Tears...」に続く2作目となる。表題曲は「Lunatic Tears...」が主題歌に起用されていたPCゲーム『11eyes -罪と罰と贖いの少女-』のXbox 360版『11eyes CrossOver』オープニングテーマに起用されている[2]。
- 表題曲は3枚目のオリジナルアルバム『Lyricallya Candles』に収録され、カップリング曲はアルバム未収録となっている。

## チャート成績
オリコンウィークリーチャートで初登場25位を記録し、初動売上は2,469枚を記録した。

## 収録曲
| 全作詞: 彩音、全作曲・編曲: Tatsh。 |                                   |            |            |      |
| #                                   | タイトル                          | 作詞       | 作曲・編曲 | 時間 |
| 1.                                  | 「Endless Tears…」                | 志倉千代丸 | 志倉千代丸 | 5:39 |
| 2.                                  | 「静かなる瞬間の中で」            | 彩音       | 水野大輔   | 5:02 |
| 3.                                  | 「Endless Tears…」(Off Vocal)     | 彩音       | Tatsh      | 5:39 |
| 4.                                  | 「静かなる瞬間の中で」(Off Vocal) | 彩音       | Tatsh      | 5:02 |
| 合計時間:                           | 合計時間:                         | 21:22      |            |      |